# TOKYO WORK DESIGN WEEK
TOKYO WORK DESIGN WEEK（トーキョーワークデザインウィーク）は、毎年11月の「勤労感謝の日」にあわせて、渋谷で７日間開催する“働き方の祭典”。2013年からスタートし、のべ2万人以上が動員。

## 概要
毎年11月に、7日間にかけて渋谷ヒカリエをメイン会場に開催している。イベントのオーガナイザーは横石崇で、運営スタッフはボランティアで構成される。今働いている場所やバックグラウンドに関係なく人を集めて、働き方や仕事上の課題を話したり共有しあう「場」を作れないかと思い企画。話を聞きたかった方や、面白い働き方をしている方を招き、「新しい働き方」をテーマにイベントを開催している。

## 沿革
- 2013年、渋谷でキックオフ。20 - 30代のこれからの新しい働き方や未来の会社について、アイデアやヒントを交換できる場づくりを目指し開催[3]。
- 2015年、オープニングの基調講演に、著書「スタンフォードの自分を変える教室」の心理学者ケリー・マクゴニガルさんと、「寿命を10年のばすゲーム」を考案しTEDなどで話題を集めるゲームデザイナーのジェイン・マクゴニガルさん姉妹が登壇した[4]。
- 2017年、「働き方100人会議」では、応募者が100人を超える人気イベントとなった[5]。
- 2018年、韓国・東大門デザインプラザで「Seoul Work Design Week」を初開催。SAMSUNG、LINEなどからゲスト参加[6]。東京では銀座蔦屋書店とコラボレーションした「特設ライブラリー」や横浜市、大阪市でもサテライト会場として開催し、総勢100人が登壇した[4]。

## 主なプログラム
- トーク（プレゼンテーションやシンポジウムなどのトークセッションなど）
- ワークショップ（参加者同士で対話をしたり、グループを組んで一緒に何かをつくったりするワークショップ）
- エキシビション（働き方にまつわる書籍などを展示販売）